# Discografia degli Alan Parsons Project
La seguente è la discografia degli Alan Parsons Project e di Alan Parsons ed Eric Woolfson da solisti. 
Gli album sono dieci, più due, Freudiana del 1990, non ufficialmente del gruppo ma a tutti gli effetti un lavoro del gruppo, e The Sicilian Defence accantonato nel 1979 e pubblicato nel 2014 inserito nel box set The Complete Albums Collection. Sono state pubblicate anche 33 raccolte e 28 singoli discografici. 
Dal 1993 Alan Parsons da solista pubblica altri sei album in studio e sette live.
Considerando anche Freudiana, Eric Woolfson dal 1990 pubblica altri 7 album in studio, tra cui The Alan Parsons Project That Never Was del 2009 che raccoglie brani inediti e accantonati dal Project.

## Album in studio
| Album                                            | Dettagli album                                                                                          | Posizioni classifica | Posizioni classifica | Posizioni classifica | Posizioni classifica | Posizioni classifica | Posizioni classifica | Posizioni classifica | Posizioni classifica | Posizioni classifica | Posizioni classifica | Posizioni classifica | Posizioni classifica | Posizioni classifica | Certificazioni                                                               |
| Album                                            | Dettagli album                                                                                          | Regno Unito          | Australia            | Austria              | Canada               | Germania             | Italia               | Norvegia             | Nuova Zelanda        | Paesi Bassi          | Spagna               | Svezia               | Svizzera             | USA                  | Certificazioni                                                               |
| ------------------------------------------------ | --- | -------------------- | -------------------- | -------------------- | -------------------- | -------------------- | -------------------- | -------------------- | -------------------- | -------------------- | -------------------- | -------------------- | -------------------- | -------------------- | ---------------------------------------------------------------------------- |
| Tales of Mystery and Imagination Edgar Allan Poe | - Pubblicato: 20 maggio 1976 - Etichetta discografica: Charisma - Codice: (#CDS-4003) - Formato: LP     | 56                   | 45                   | —                    | 81                   | 11                   | —                    | —                    | 7                    | —                    | 17                   | —                    | —                    | 38                   | : 1 Platinum • 1 Gold : 1 Gold • 1 Silver                                    |
| I Robot                                          | - Pubblicato: 1 giugno 1977 - Etichetta discografica: Arista - Codice: (#AL-7002) - Formato: LP, MC     | 26                   | 10                   | 23                   | 11                   | 2                    | —                    | —                    | 2                    | 13                   | 2                    | 24                   | —                    | 9                    | : 2 Platinum • 1 Gold : 1 Platinum • 1 Gold : 1 Gold : 1 Silver              |
| Pyramid                                          | - Pubblicato: maggio 1978 - Etichetta discografica: Arista - Codice: (#AB-4108) - Formato: LP, MC       | 49                   | 16                   | 17                   | 25                   | 3                    | —                    | 13                   | 4                    | 23                   | —                    | 22                   | —                    | 26                   | : 2 Platinum • 1 Gold : 1 Gold : 1 Platinum • 1 Gold : 1 Gold                |
| Eve                                              | - Pubblicato: 27 agosto 1979 - Etichetta discografica: Arista - Codice: (#AL-9504) - Formato: LP, 8t    | 74                   | 14                   | 2                    | 10                   | 1                    | —                    | 6                    | 4                    | 40                   | 4                    | 10                   | —                    | 13                   | : 1 Platinum • 1 Gold: 1 Gold                                                |
| The Turn of a Friendly Card                      | - Pubblicato: novembre 1980 - Etichetta discografica: Arista - Codice: (#AL-9518) - Formato: LP, MC     | 38                   | 24                   | 2                    | 16                   | 2                    | —                    | 11                   | 18                   | 17                   | —                    | 22                   | —                    | 13                   | : 2 Platinum • 1 Gold : 1 Platinum • 1 Gold : 1 Gold                         |
| Eye in the Sky                                   | - Pubblicato: giugno 1982 - Etichetta discografica: Arista - Codice: (#AL-9599) - Formato: LP, MC       | 27                   | 4                    | 1                    | 3                    | 1                    | 2                    | 3                    | 3                    | 4                    | 1                    | 8                    | —                    | 7                    | : 2 Platinum • 1 Gold : 1 Platinum • 1 Gold : 1 Platinum : 1 Gold : 1 Silver |
| Ammonia Avenue                                   | - Pubblicato: 7 febbraio 1984 - Etichetta discografica: Arista - Codice: (#AL8-8204) - Formato: LP, MC  | 24                   | 16                   | 5                    | 29                   | 1                    | 5                    | 5                    | 8                    | 1                    | 2                    | 8                    | 1                    | 15                   | : 1 Platinum : 1 Gold                                                        |
| Vulture Culture                                  | - Pubblicato: febbraio 1985 - Etichetta discografica: Arista - Codice: (#PD-8263) - Formato: LP, CD     | 40                   | 32                   | 10                   | 25                   | 1                    | 17                   | 9                    | 15                   | 3                    | 2                    | 7                    | 2                    | 46                   | : 1 Gold                                                                     |
| Stereotomy                                       | - Pubblicato: gennaio 1986 - Etichetta discografica: Arista - Codice: (#AL9-8384) - Formato: LP, MC, CD | —                    | 50                   | 15                   | 32                   | 15                   | 17                   | —                    | 49                   | 13                   | 5                    | 21                   | 13                   | 43                   |                                                                              |
| Gaudi                                            | - Pubblicato: 10 gennaio 1987 - Etichetta discografica: Arista - Codice: (#ARCD-8448) - Formato: LP, CD | 66                   | 61                   | 16                   | 53                   | 6                    | —                    | 8                    | 41                   | 2                    | 1                    | 8                    | 8                    | 57                   | : 1 Gold                                                                     |
| Freudiana                                        | - Pubblicato: 11 ottobre 1990 - Etichetta discografica: EMI - Codice: (#198-795415 1) - Formato: LP, CD | —                    | —                    | 7                    | —                    | 83                   | —                    | —                    | —                    | 51                   | —                    | —                    | —                    | —                    |                                                                              |
| The Sicilian Defence                             | - Pubblicato: 31 marzo 2014 - Etichetta discografica: Sony Music - Formato: CD                          |                      |                      |                      |                      |                      |                      |                      |                      |                      |                      |                      |                      |                      |                                                                              |

"—" Indica gli album che non sono stati distribuiti o che non sono entrati in classifica.

## Raccolte
| Album                                                    | Dettagli album | Posizioni classifica | Posizioni classifica | Posizioni classifica | Posizioni classifica | Posizioni classifica | Posizioni classifica | Posizioni classifica | Posizioni classifica | Posizioni classifica | Posizioni classifica | Posizioni classifica | Posizioni classifica | Certificazioni |
| Album                                                    | Dettagli album | Regno Unito          | Australia            | Austria              | Canada               | Germania             | Norvegia             | Nuova Zelanda        | Paesi Bassi          | Spagna               | Svezia               | Svizzera             | USA                  | Certificazioni |
| -------------------------------------------------------- | --- | -------------------- | -------------------- | -------------------- | -------------------- | -------------------- | -------------------- | -------------------- | -------------------- | -------------------- | -------------------- | -------------------- | -------------------- | -------------- |
| The Best of The Alan Parsons Project                     | - Pubblicato: ottobre 1983 - Etichetta discografica: Arista - Codice: (#205 509) - Formato: CD, LP, MC               | 99                   | —                    | —                    | —                    | —                    | —                    | 20                   | —                    | —                    | —                    | 16                   | 53                   | : 1 Gold       |
| The Best of The Alan Parsons Project Vol. 2              | - Pubblicato: novembre 1987 - Etichetta discografica: Arista - Codice: (#ARCD-8486) - Formato: CD, LP, MC            | —                    | —                    | —                    | —                    | —                    | —                    | —                    | —                    | —                    | —                    | —                    | —                    |                |
| The Instrumental Works                                   | - Pubblicato: novembre 1988 - Etichetta discografica: Arista - Codice: (#259 237) - Formato: CD, LP, MC              | —                    | —                    | —                    | —                    | 60                   | —                    | —                    | —                    | —                    | —                    | —                    | —                    |                |
| Pop Classics                                             | - Pubblicato: 9 ottobre 1989 - Etichetta discografica: Arista - Codice: (#303.623) - Formato: CD, LP, MC             | —                    | —                    | —                    | —                    | —                    | —                    | —                    | 7                    | —                    | —                    | —                    | —                    |                |
| Anthology (1991)                                         | - Pubblicato: 1991 - Etichetta discografica: Connoisseur Collection - Codice: (#VSOP CD 170) - Formato: CD, LP, MC   | —                    | —                    | —                    | —                    | —                    | —                    | —                    | —                    | —                    | —                    | —                    | —                    |                |
| The Ultimate Collection                                  | - Pubblicato: 10 agosto 1992 - Etichetta discografica: EVA - Codice: (#74321 102672) - Formato: CD                   | —                    | —                    | —                    | —                    | —                    | —                    | —                    | 32                   | —                    | —                    | —                    | —                    |                |
| The Best of the Alan Parsons Project                     | - Pubblicato: 9 novembre 1992 - Etichetta discografica: Arista - Codice: (#504 547) - Formato: CD, MC                | —                    | —                    | —                    | —                    | —                    | —                    | —                    | —                    | —                    | —                    | —                    | —                    |                |
| The Definitive Collection                                | - Pubblicato: 15 luglio 1997 - Etichetta discografica: Arista - Codice: (#74321 51746 2) - Formato: CD               | —                    | —                    | —                    | —                    | —                    | —                    | —                    | 95                   | —                    | —                    | —                    | —                    |                |
| Gold Collection                                          | - Pubblicato: 1997 - Etichetta discografica: BMG - Codice: (#34685-8) - Formato: CD                                  | —                    | —                    | —                    | —                    | 49                   | —                    | —                    | —                    | —                    | —                    | —                    | —                    |                |
| Arista Heritage Master Hits                              | - Pubblicato: 27 luglio 1999 - Etichetta discografica: Arista - Codice: (#07822-14602-2) - Formato: CD               | —                    | —                    | —                    | —                    | —                    | —                    | —                    | —                    | —                    | —                    | —                    | —                    |                |
| Eye In The Sky: The Encore Collection                    | - Pubblicato: 3 agosto 1999 - Etichetta discografica: BMG - Codice: (#75517 44970-2) - Formato: CD                   | —                    | —                    | —                    | —                    | —                    | —                    | —                    | —                    | —                    | —                    | —                    | —                    |                |
| Anthology (2002)                                         | - Pubblicato: 2002 - Etichetta discografica: BMG - Codice: (#354430) - Formato: CD                                   | —                    | —                    | —                    | —                    | —                    | —                    | —                    | —                    | —                    | —                    | —                    | —                    |                |
| Love Songs                                               | - Pubblicato: 13 maggio 2002 - Etichetta discografica: BMG - Codice: (#74321 91680 2) - Formato: CD, MC              | —                    | —                    | —                    | —                    | —                    | —                    | —                    | —                    | —                    | —                    | —                    | —                    |                |
| Works                                                    | - Pubblicato: 24 settembre 2002 - Etichetta discografica: Audiophile Legends - Codice: (#102.881) - Formato: CD      | —                    | —                    | —                    | —                    | —                    | —                    | —                    | —                    | —                    | —                    | —                    | —                    |                |
| Silence and I: The Very Best of The Alan Parsons Project | - Pubblicato: 10 marzo 2003 - Etichetta discografica: Ariola Express - Codice: (#74321 95144 2) - Formato: CD        | —                    | —                    | —                    | —                    | —                    | —                    | —                    | —                    | —                    | —                    | —                    | —                    |                |
| Platinum & Gold Collection                               | - Pubblicato: 17 giugno 2003 - Etichetta discografica: BMG, Arista - Codice: (# 82876 52556 2) - Formato: CD         | —                    | —                    | —                    | —                    | —                    | —                    | —                    | —                    | —                    | —                    | —                    | —                    |                |
| Ultimate                                                 | - Pubblicato: 23 marzo 2004 - Etichetta discografica: BMG, Arista - Codice: (#82876 59212 2) - Formato: CD           | —                    | —                    | —                    | —                    | —                    | —                    | —                    | —                    | —                    | —                    | —                    | —                    |                |
| I miti                                                   | - Pubblicato: 18 ottobre 2004 - Etichetta discografica: BMG, Arista - Codice: (#82876645812) - Formato: CD           | —                    | —                    | —                    | —                    | —                    | —                    | —                    | —                    | —                    | —                    | —                    | —                    |                |
| Days Are Numbers                                         | - Pubblicato: 24 novembre 2006 - Etichetta discografica: Sony BMG, Arista - Codice: (#88697016972) - Formato: CD     | —                    | —                    | —                    | —                    | —                    | —                    | —                    | —                    | —                    | —                    | —                    | —                    |                |
| The Essential Alan Parsons Project                       | - Pubblicato: 29 gennaio 2007 - Etichetta discografica: Sony Music, Arista - Codice: (#88697043382) - Formato: CD    | —                    | —                    | —                    | —                    | —                    | —                    | 5                    | —                    | —                    | —                    | —                    | —                    |                |
| The Collection                                           | - Pubblicato: 2 novembre 2010 - Etichetta discografica: Sony Music, Camden - Codice: (#88697808482) - Formato: CD    | —                    | —                    | —                    | —                    | —                    | —                    | —                    | —                    | —                    | —                    | —                    | —                    |                |
| Greatest Hits                                            | - Pubblicato: 2012 - Etichetta discografica: Sony Music, Columbia - Codice: (#) - Formato: CD                        | —                    | —                    | —                    | —                    | —                    | —                    | —                    | —                    | —                    | —                    | —                    | —                    | : 1 Gold       |
| Playlist: The Very Best of The Alan Parsons Project      | - Pubblicato: 21 maggio 2013 - Etichetta discografica: Sony Music, Arista - Codice: (#88875152572) - Formato: CD, LP | —                    | —                    | —                    | —                    | —                    | —                    | —                    | —                    | —                    | —                    | —                    | —                    |                |
| All The Best                                             | - Pubblicato: 14 luglio 2015 - Etichetta discografica: Sony Music, Arista - Codice: (#5117312) - Formato: CD         | —                    | —                    | —                    | —                    | —                    | —                    | —                    | —                    | —                    | —                    | —                    | —                    |                |

"—" Indica gli album che non sono stati distribuiti o che non sono entrati in classifica.

## Special Edition e Box Set
| Special Edition e Box Set                                        | Etichetta discografica | Anno | Album contenuti                                                  |
| ---------------------------------------------------------------- | ---------------------- | ---- | ---------------------------------------------------------------- |
| Tales of Mystery and Imagination Edgar Allan Poe - Remix '87     | Mercury Records        | 1987 | Tales of Mystery and Imagination Edgar Allan Poe                 |
| Original Album Classics                                          | Sony Music             | 2010 | Pyramid • Eve • The Turn of a Friendly Card • Stereotomy • Gaudi |
| The Complete Albums Collection                                   | Sony Music             | 2014 | 11 Album                                                         |
| The Turn of a Friendly Card - 35th Deluxe Anniversary Edition    | Sony Music             | 2015 | The Turn of a Friendly Card                                      |
| Tales of Mystery 40th Anniversary Edition - Super Deluxe Box Set | Esoteric Recordings    | 2016 | Tales of Mystery and Imagination Edgar Allan Poe                 |
| Eye in the Sky 35th Anniversary Edition - Super Deluxe Box Set   | Esoteric Recordings    | 2017 | Eye in the Sky                                                   |
| Ammonia Avenue - Super Deluxe Box Set                            | Esoteric Recordings    | 2020 | Ammonia Avenue                                                   |
| The Complete Albums Collection - LP                              | Cooking Vinyl          | 2022 | 11 Album                                                         |
| The Turn of a Friendly Card - Deluxe Limited Edition Boxed Set   | Esoteric Recordings    | 2023 | The Turn of a Friendly Card                                      |
| Pyramid - Super Deluxe Limited Edition Boxed Set                 | Cooking Vinyl          | 2024 | Pyramid                                                          |

## Singoli
| Anno | Singolo                                       | UK | US Hot 100 | US MSR | US AC | Album                                |
| ---- | --------------------------------------------- | -- | ---------- | ------ | ----- | ------------------------------------ |
| 1976 | (The System of) Dr. Tarr and Professor Fether | -  | 37         | -      | -     | Tales of Mystery and Imagination     |
| 1976 | The Raven                                     | -  | 80         | -      | -     | Tales of Mystery and Imagination     |
| 1976 | To One in Paradise                            | -  | 108        | -      | -     | Tales of Mystery and Imagination     |
| 1977 | I Wouldn't Want to Be Like You                | -  | 36         | -      | -     | I Robot                              |
| 1977 | Don't Let It Show                             | -  | 92         | -      | -     | I Robot                              |
| 1977 | Day After Day (The Show Must Go On)A          | -  | -          | -      | -     | I Robot                              |
| 1978 | I RobotA                                      | -  | -          | -      | -     | I Robot                              |
| 1978 | PyramaniaA                                    | -  | -          | -      | -     | Pyramid                              |
| 1978 | What Goes Up                                  | -  | 87         | -      | -     | Pyramid                              |
| 1979 | Damned If I Do                                | -  | 27         | -      | -     | Eve                                  |
| 1980 | You Won't Be There                            | -  | 105        | -      | -     | Eve                                  |
| 1980 | The Turn of a Friendly CardA                  | -  | -          | -      | -     | The Turn of a Friendly Card          |
| 1980 | Games People Play                             | -  | 16         | -      | -     | The Turn of a Friendly Card          |
| 1981 | Time                                          | -  | 15         | -      | -     | The Turn of a Friendly Card          |
| 1981 | Snake Eyes                                    | -  | 67         | 47     | -     | The Turn of a Friendly Card          |
| 1982 | Eye in the Sky                                | -  | 3          | 11     | 3     | Eye in the Sky                       |
| 1982 | Psychobabble                                  | -  | 57         | 54     | -     | Eye in the Sky                       |
| 1982 | Old and Wise                                  | 74 | -          | -      | 21    | Eye in the Sky                       |
| 1984 | You Don't Believe                             | -  | 54         | 12     | -     | The Best of the Alan Parsons Project |
| 1984 | Don't Answer Me                               | 58 | 15         | -      | 4     | Ammonia Avenue                       |
| 1984 | Prime Time                                    | -  | 34         | -      | 10    | Ammonia Avenue                       |
| 1984 | Vulture CultureB                              | -  | -          | -      | -     | Vulture Culture                      |
| 1984 | Let's Talk About Me                           | -  | 56         | 10     | -     | Vulture Culture                      |
| 1985 | Days Are Numbers                              | -  | 71         | 30     | 11    | Vulture Culture                      |
| 1985 | LimelightA                                    | -  | -          | -      | -     | Stereotomy                           |
| 1985 | Stereotomy                                    | -  | 82         | 5      | -     | Stereotomy                           |
| 1985 | In the Real WorldA                            | -  | -          | -      | -     | Stereotomy                           |
| 1987 | Standing on Higher Ground                     | -  | -          | 3      | -     | Gaudi                                |

- A Non entrato in classifica.
- B Vulture Culture è stato pubblicato solo in Germania.

## Videoclip
| Videoclip                              | Anno | Album                       |
| -------------------------------------- | ---- | --------------------------- |
| I Wouldn't Want to Be Like You         | 1977 | I Robot                     |
| Lucifer                                | 1978 | Eve                         |
| The Gold Bug                           | 1980 | The Turn of a Friendly Card |
| Time                                   | 1980 | The Turn of a Friendly Card |
| Games People Play                      | 1980 | The Turn of a Friendly Card |
| The Turn of a Friendly Card (part two) | 1980 | The Turn of a Friendly Card |
| Eye in the Sky                         | 1982 | Eye in the Sky              |
| Prime Time                             | 1984 | Ammonia Avenue              |
| Don't Answer Me                        | 1984 | Ammonia Avenue              |
| Let's Talk About Me                    | 1985 | Vulture Culture             |
| Stereotomy                             | 1985 | Stereotomy                  |
| Standing on Higher Ground              | 1987 | Gaudi                       |
| Freudiana                              | 1990 | Freudiana                   |

## Alan Parsons

### Album in studio
| Album              | Dettagli album | Posizioni classifica | Posizioni classifica | Posizioni classifica | Posizioni classifica | Posizioni classifica | Posizioni classifica | Posizioni classifica | Posizioni classifica | Posizioni classifica | Posizioni classifica | Posizioni classifica | Posizioni classifica | Posizioni classifica | Posizioni classifica | Posizioni classifica | Certificazioni |
| Album              | Dettagli album | Regno Unito          | Australia            | Austria              | Belgio               | Canada               | Francia              | Germania             | Italia               | Norvegia             | Nuova Zelanda        | Paesi Bassi          | Spagna               | Svezia               | Svizzera             | USA                  | Certificazioni |
| ------------------ | --- | -------------------- | -------------------- | -------------------- | -------------------- | -------------------- | -------------------- | -------------------- | -------------------- | -------------------- | -------------------- | -------------------- | -------------------- | -------------------- | -------------------- | -------------------- | -------------- |
| Try Anything Once  | - Pubblicato: 26 ottobre 1993 - Etichetta discografica: Arista - Codice: (#74321167302) - Formato: CD, LP, MC            | —                    | —                    | —                    | —                    | —                    | —                    | 78                   | —                    | —                    | —                    | 64                   | —                    | —                    | 34                   | 122                  |                |
| On Air             | - Pubblicato: 4 settembre 1996 - Etichetta discografica: CNR Music - Codice: (#CNR5300099) - Formato: CD, CD-ROM, LP, MC | —                    | —                    | —                    | —                    | —                    | —                    | 61                   | —                    | —                    | —                    | 22                   | —                    | 54                   | —                    | —                    |                |
| The Time Machine   | - Pubblicato: 28 settembre 1999 - Etichetta discografica: CNR Music - Codice: (#CNR2004320) - Formato: CD, LP, MC        | —                    | —                    | —                    | —                    | —                    | —                    | 98                   | —                    | —                    | —                    | 27                   | —                    | —                    | —                    | —                    |                |
| A Valid Path       | - Pubblicato: 24 agosto 2004 - Etichetta discografica: Artemis, Eagle - Codice: (#ATM-CD-51562) - Formato: CD, DualDisc  | —                    | —                    | —                    | —                    | —                    | —                    | 72                   | 62                   | —                    | —                    | —                    | —                    | —                    | —                    | —                    |                |
| The Secret         | - Pubblicato: 26 aprile 2019 - Etichetta discografica: Frontiers - Codice: (#FRCD943) - Formato: CD, DVD, LP             | 45                   | —                    | 36                   | 44                   | —                    | 157                  | 12                   | 31                   | —                    | —                    | 20                   | 49                   | —                    | 2                    | 33                   |                |
| From the New World | - Pubblicato: 15 luglio 2022 - Etichetta discografica: Frontiers - Codice: (#FRCDVD1240) - Formato: CD, DVD, LP          | 41                   | —                    | 43                   | 73                   | —                    | 62                   | 7                    | 18                   | —                    | —                    | 25                   | 99                   | —                    | 8                    | 46                   |                |
|                    | |                      |                      |                      |                      |                      |                      |                      |                      |                      |                      |                      |                      |                      |                      |                      |                |

"—" Indica gli album che non sono stati distribuiti o che non sono entrati in classifica.

### Live
| Album                                          | Dettagli album | Posizioni classifica | Posizioni classifica | Posizioni classifica | Posizioni classifica | Posizioni classifica | Posizioni classifica | Posizioni classifica | Posizioni classifica | Posizioni classifica | Posizioni classifica | Posizioni classifica | Posizioni classifica | Posizioni classifica | Posizioni classifica | Posizioni classifica | Certificazioni |
| Album                                          | Dettagli album | Regno Unito          | Australia            | Austria              | Belgio               | Canada               | Francia              | Germania             | Italia               | Norvegia             | Nuova Zelanda        | Paesi Bassi          | Spagna               | Svezia               | Svizzera             | USA                  | Certificazioni |
| ---------------------------------------------- | --- | -------------------- | -------------------- | -------------------- | -------------------- | -------------------- | -------------------- | -------------------- | -------------------- | -------------------- | -------------------- | -------------------- | -------------------- | -------------------- | -------------------- | -------------------- | -------------- |
| Live                                           | - Pubblicato: ottobre 1994 - Etichetta discografica: Arcade Records - Codice: (#9902230) - Formato: CD, MC                 | —                    | —                    | —                    | —                    | —                    | —                    | 86                   | —                    | —                    | —                    | —                    | —                    | 25                   | —                    | —                    |                |
| The Very Best Live                             | - Pubblicato: 2 marzo 1995 - Etichetta discografica: BMG - Codice: (#09026-68229-2) - Formato: CD, MC                      | —                    | —                    | —                    | —                    | —                    | —                    | —                    | —                    | 12                   | —                    | 32                   | —                    | —                    | —                    | —                    |                |
| Eye 2 Eye: Live in Madrid                      | - Pubblicato: 22 marzo 2010 - Etichetta discografica: Frontiers - Codice: (#FRCD451) - Formato: CD                         | —                    | —                    | —                    | —                    | —                    | —                    | —                    | —                    | —                    | —                    | 19                   | —                    | —                    | —                    | —                    |                |
| LiveSpan                                       | - Pubblicato: 23 luglio 2013 - Etichetta discografica: MFP Music Production - Codice: - Formato: CD                        | —                    | —                    | —                    | —                    | —                    | —                    | —                    | —                    | —                    | —                    | —                    | —                    | —                    | —                    | —                    |                |
| Live in Colombia                               | - Pubblicato: 27 maggio 2016 - Etichetta discografica: EarMUSIC - Codice: (#0210640EMU) - Formato: CD, DVD, LP, Blu-Ray    | —                    | —                    | —                    | 110                  | —                    | —                    | 45                   | —                    | —                    | —                    | 2                    | —                    | —                    | 2                    | —                    |                |
| The NeverEnding Show - Live In The Netherlands | - Pubblicato: 5 novembre 2021 - Etichetta discografica: Frontiers - Codice: (#FRCDVD1163) - Formato: CD, DVD, LP, Blu-Ray  | —                    | —                    | —                    | —                    | —                    | —                    | —                    | —                    | —                    | —                    | —                    | —                    | —                    | —                    | —                    |                |
| One Note Symphony - Live in Tel Aviv           | - Pubblicato: 11 febbraio 2022 - Etichetta discografica: Frontiers - Codice: (#FRCDVD1187) - Formato: CD, DVD, LP, Blu-Ray | —                    | —                    | —                    | —                    | —                    | —                    | —                    | —                    | —                    | —                    | —                    | —                    | —                    | —                    | —                    |                |
|                                                | |                      |                      |                      |                      |                      |                      |                      |                      |                      |                      |                      |                      |                      |                      |                      |                |

"—" Indica gli album che non sono stati distribuiti o che non sono entrati in classifica.

### Special Edition e box set
| Special Edition e Box Set                               | Etichetta discografica | Anno | Album contenuti                                |
| ------------------------------------------------------- | ---------------------- | ---- | ---------------------------------------------- |
| The Secret - Deluxe Collector's Edition Box Set         | Frontiers              | 2019 | The Secret • LiveSpan                          |
| From the New World - Deluxe Collector's Edition Box Set | Frontiers              | 2022 | From the New World • Eye 2 Eye: Live in Madrid |

### Videoclip
| Videoclip                   | Anno | Album                                          |
| --------------------------- | ---- | ---------------------------------------------- |
| Turn It Up                  | 1993 | Try Anything Once                              |
| Brother Up In Heaven        | 1996 | On Air                                         |
| Fall Free                   | 1996 | On Air                                         |
| Cloudbreak                  | 1996 | On Air                                         |
| Dr. Evil Edit               | 1999 | The Time Machine                               |
| All Our Yesterdays          | 2010 | (singolo)                                      |
| Fragile                     | 2014 | (singolo)                                      |
| I Can't Get There From Here | 2019 | The Secret                                     |
| As Lights Fall              | 2019 | The Secret                                     |
| One Note Symphony           | 2019 | The Secret                                     |
| The NeverEnding Show        | 2021 | The NeverEnding Show - Live In The Netherlands |
| Uroboros                    | 2022 | From the New World                             |
| I Won't Be Led Astray       | 2022 | From the New World                             |
| Give 'Em My Love            | 2022 | From the New World                             |

## Eric Woolfson

### Album in studio e musical
- 1990 Freudiana
- 1991 Freudiana (Black Freudiana) - Versione in lingua tedesca
- 1996 Gaudi
- 1997 Gambler
- 2003 Poe: More Tales of Mystery and Imagination
- 2009 Eric Woolfson sings The Alan Parsons Project That Never Was
- 2009 Edgar Allan Poe